# Знањем, пјесмом и игром кроз Семберију
Знањем, пјесмом и игром кроз Семберију је фестивал народног стваралаштва који за циљ има промоцију стваралаштва семберских села. Ова манифестација се одржава у Бијељини, и сваке године окупи велики број учесника из саме Семберије.

## Историјат
Фестивал народног стваралаштва "Знањем, пјесмом и игром кроз Семберију" представља најмасовнију културна манифестацијау на теритроији Семберије и града Бијељине, којом се афирмишу народно стваралаштво, народни спортови, развија здрав такмичарски дух међу младима, приказује се културно-умјетнички аматеризам и стваралаштво и успоставља континуитет културног живота у селима, а све у циљу очувања традиције и останка млафих на селима. Покровитељ ове манидестације је град Бијељина, а организатор је градски одбор Српског просвјетног и културног друштва "Просвјета". Овај Фестивал је први пут покренут 1967. године као Фестивал села, а до сада је одржан 35 пута.
Циљ фестивала "Знањем, пјесмом и игром кроз Семберију" јесте да афирмише рад свих стваралаца у семберским селима и сачува културно насљеђе семберских села. Сваке године се такмиче екипе састављене од аматера у које спадају, музичари, пјевачи, фолклорни ансамбли, рецитатори, плесачи, кувари, глумци и спортисти. Током самог фестивала учествује велики број такмичара, који у одређеном тренутку достигне и хиљаду. Једна од позитивних страна овог фестивала, је да је његово одржавање утицало на то да се уреди и изгради велики број домова културе и читаоница у семберским селима.

## Мјесто одржавања
Такмичарске вечери се одржавају у мјесним домовима културе, а сами такмичари обиђу већи број семберских села, док најбољи од њих наступају на завршној вечери фестивала у градском Центру за културу.